# Dževad Turković
Dževad Turković (født 17. juni 1972 i Titograd, Jugoslavien) er en kroatisk tidligere fodboldspiller (midtbane).
Turković spillede seks kampe for Kroatiens landshold i perioden 1994-95. Han repræsenterede på klubplan Dinamo Zagreb, NK Osijek samt to klubber i Sydkorea.